# Prionyx fragilis
Prionyx fragilis là một loài côn trùng cánh màng trong họ Sphecidae, thuộc chi Prionyx. Loài này được Nurse miêu tả khoa học đầu tiên năm 1903.